# Seleneto de cromo(II)
Seleneto de cromo(II) é um composto inorgânico de fórmula química CrSe.